# 郭平
郭平（1958年—），香港民主派人士，前任香港離島區議會滿逸選區議員，前民主黨成員。

## 政治生涯
郭平在2003年香港区议会选举代表民主黨參選逸東選區，以1337票落敗(對手民建聯老廣成得1959票)；

2007年香港區議會選舉時他轉戰由逸東選區分拆出來的逸東邨北選區參選，以1317票對1510票敗於工聯會新星鄧家彪；

他於2011年香港區議會選舉捲土重來，於相同選區再戰鄧家彪，以1693票對2691票再次飲恨；
他於2015年香港區議會選舉轉戰逸東邨南選區，最終以2469票對2001票打敗老對手老廣成，一雪12年前一敗之辱，也為民主黨首次奪得離島區議會的議席。
他於2017年6月退出民主黨，令民主黨再度於離島區沒有區議員。有消息指民主黨內部對他退黨相當不滿，狠批他背信棄義，甚至打算派前立法會議員單仲偕於2019年香港區議會選舉狙擊他。然而上述的傳聞最終並沒有發生，因為單仲偕為填補民主派「白區」而在自己居住的華景山莊所屬葵青區議會華麗選區挑戰時任區議員經民聯黃耀聰。
郭平所屬的逸東邨南選區則在2019年選舉時被重組，納入了新入伙的滿東邨，選區名稱亦因此改為滿逸。在投票人數及投票率大幅增加下，郭平最終取得5,997票，以超過3,000票之大差距擊敗由 工聯會及 民建聯聯合提名的候選人王俊傑，並成為應屆選舉離島區得票最高的候選人，以「票王」姿態成功連任。